# Slobodan Praljak
Slobodan Praljak (Čapljina, 2 gennaio 1945 – L'Aia, 29 novembre 2017) è stato un criminale di guerra e militare croato di Bosnia ed Erzegovina; venne condannato a 20 anni per crimini di guerra come la pulizia etnica in Bosnia e l'aver ordinato la distruzione del ponte di Mostar, un atto che secondo i giudici "aveva causato danni sproporzionati alla popolazione civile musulmana".

## Biografia

### Istruzione
Figlio di un funzionario dell’agenzia di sicurezza nazionale, dichiarò di avere conseguito tre lauree a Zagabria, in ingegneria elettronica, filosofia e arte drammatica; insegnò per alcuni anni in un liceo tecnico, e per un certo periodo si dedicò all'arte.

### Carriera teatrale e cinematografica
Direttore di vari teatri, diresse anche numerosi programmi televisivi, alcuni documentari e un film, Povratak Katarine Kozul (1989).

### Carriera militare
Fu generale dell'esercito croato e del Consiglio di difesa croato, un esercito della Repubblica Croata dell'Erzeg-Bosnia. Nel 1993 fu a capo delle operazioni di bombardamento di Mostar che portarono alla distruzione del pluricentenario ponte ottomano cittadino, patrimonio mondiale dell'UNESCO, lo Stari Most.

### Dopo la guerra
Alla fine della guerra, divenne un imprenditore di successo.
Nel 2013 fu uno dei sei politici croato-bosniaci condannati al Tribunale penale internazionale per l'ex-Jugoslavia per crimini di guerra durante la guerra croato-bosniaca. Condannato a vent'anni di reclusione, fino all'ultimo l'ex generale negò risolutamente ogni addebito.

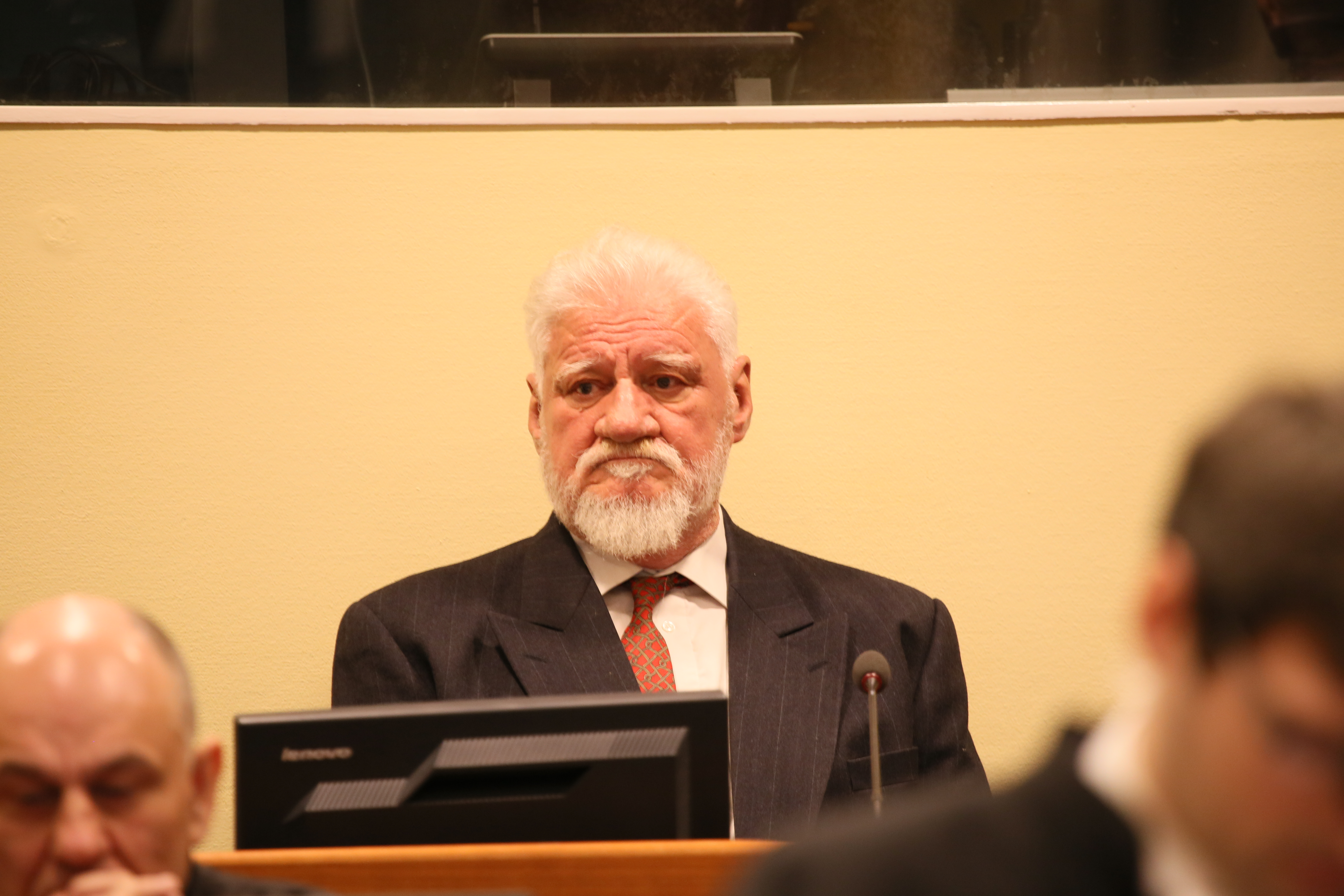
Praljak durante il processo del 2017, conclusosi con il suo suicidio in aula

### Morte
Il 29 novembre 2017 il Tribunale dell'Aia condannò definitivamente Praljak a vent'anni di carcere per crimini di guerra. Praljak, che in quel momento era presente in aula, si alzò in piedi e disse:
(Ultime parole di Slobodan Praljak prima dell'avvelenamento)
Al termine del pronunciamento di queste parole, prese una fiala contenente cianuro e la bevve fino a cadere a terra privo di sensi pochi minuti dopo mentre diverse telecamere riprendevano la scena. I giudici sospesero l'udienza e chiamarono un medico. Praljak venne trasportato all'ospedale dell'Aia e venne dichiarato morto qualche ora dopo. Il suo corpo fu cremato per sua richiesta espressa in una sua lettera da aprire dopo la sua morte.